# Овчиња
Овчиња је насеље у Србији у општини Бајина Башта у Златиборском округу. Према попису из 2022. било је 427 становника.

## Демографија
У насељу Овчиња живи 475 пунолетних становника, а просечна старост становништва износи 42,0 година (39,8 код мушкараца и 44,4 код жена). У насељу има 150 домаћинстава, а просечан број чланова по домаћинству је 3,88.
Ово насеље је у потпуности насељено Србима (према попису из 2002. године), а у последња три пописа, примећен је пад у броју становника.
|  |

| Демографија | Демографија | Демографија |
| Година      | Становника  | Становника  |
| ----------- | ----------- | ----------- |
| 1948.       | 1.010       |             |
| 1953.       | 1.044       |             |
| 1961.       | 1.031       |             |
| 1971.       | 886         |             |
| 1981.       | 759         |             |
| 1991.       | 658         | 648         |
| 2002.       | 582         | 597         |

| Етнички састав према попису из 2002.‍ | Етнички састав према попису из 2002.‍ | Етнички састав према попису из 2002.‍ | Етнички састав према попису из 2002.‍ | Етнички састав према попису из 2002.‍ |
| ------------------------------------ | ------------------------------------ | ------------------------------------ | ------------------------------------ | ------------------------------------ |
|                                      |                                      |                                      |                                      |                                      |
| Срби                                 | Срби                                 |                                      | 582                                  | 100,0%                               |
| непознато                            | непознато                            |                                      | 0                                    | 0,0%                                 |

| Година пописа     | 1948. | 1953. | 1961. | 1971. | 1981. | 1991. | 2002. |
| ----------------- | ----- | ----- | ----- | ----- | ----- | ----- | ----- |
| Број домаћинстава | 161   | 162   | 168   | 159   | 160   | 153   | 150   |

| Број чланова      | 1  | 2  | 3  | 4  | 5  | 6  | 7  | 8 | 9 | 10 и више | Просек |
| ----------------- | -- | -- | -- | -- | -- | -- | -- | - | - | --------- | ------ |
| Број домаћинстава | 22 | 30 | 15 | 20 | 23 | 24 | 12 | 4 | 0 | 0         | 3,88   |

| Пол    | Укупно | Неожењен/Неудата | Ожењен/Удата | Удовац/Удовица | Разведен/Разведена | Непознато |
| ------ | ------ | ---------------- | ------------ | -------------- | ------------------ | --------- |
| Мушки  | 259    | 82               | 156          | 18             | 3                  | 0         |
| Женски | 237    | 23               | 158          | 52             | 3                  | 1         |
| УКУПНО | 496    | 105              | 314          | 70             | 6                  | 1         |

| Пол    | Укупно                    | Пољопривреда, лов и шумарство | Рибарство                            | Вађење руде и камена | Прерађивачка индустрија       |
| ------ | ------------------------- | ----------------------------- | ------------------------------------ | -------------------- | ----------------------------- |
| Мушки  | 196                       | 176                           | 0                                    | 0                    | 4                             |
| Женски | 110                       | 102                           | 0                                    | 0                    | 0                             |
| УКУПНО | 306                       | 278                           | 0                                    | 0                    | 4                             |
| Пол    | Производња и снабдевање   | Грађевинарство                | Трговина                             | Хотели и ресторани   | Саобраћај, складиштење и везе |
| Мушки  | 0                         | 8                             | 2                                    | 3                    | 0                             |
| Женски | 0                         | 0                             | 3                                    | 3                    | 0                             |
| УКУПНО | 0                         | 8                             | 5                                    | 6                    | 0                             |
| Пол    | Финансијско посредовање   | Некретнине                    | Државна управа и одбрана             | Образовање           | Здравствени и социјални рад   |
| Мушки  | 0                         | 1                             | 1                                    | 1                    | 0                             |
| Женски | 0                         | 0                             | 0                                    | 1                    | 0                             |
| УКУПНО | 0                         | 1                             | 1                                    | 2                    | 0                             |
| Пол    | Остале услужне активности | Приватна домаћинства          | Екстериторијалне организације и тела | Непознато            | Непознато                     |
| Мушки  | 0                         | 0                             | 0                                    | 0                    | 0                             |
| Женски | 0                         | 1                             | 0                                    | 0                    | 0                             |
| УКУПНО | 0                         | 1                             | 0                                    | 0                    | 0                             |